# Orpond
Orpond, en allemand Orpund (nom également utilisé en français), anciennement connue en français sous le nom d'Orpondes, est une commune suisse du canton de Berne, située dans l'arrondissement administratif de Bienne.